# Rathaus Spandau
Het Rathaus Spandau is het stadhuis van de voormalig zelfstandige stad Spandau, die sinds 1920 deel is van de Duitse hoofdstad Berlijn. Het raadhuis verrees tussen 1910 en 1913 naar een ontwerp van de architecten Heinrich Reinhardt en Georg Süßenguth en werd gebouwd op de voormalige stadsomwalling. Het gebouw verving het oude, te klein geworden raadhuis aan de Markt en een aantal nevenlocaties. Tegenwoordig is Rathaus Spandau de zetel van het bestuur van het district Spandau. Het gebouw staat aan het begin van de Carl-Schurz-Straße, aan de rand van de Spandause binnenstad, en is een beschermd monument.
Het symmetrische, strenge gebouw heeft een 116 meter lange façade met een middenrisaliet die de entree markeert. Boven de entree staat de 80 meter hoge klokkentoren die het centrum van Spandau domineert en het raadhuis tot het hoogste gebouw van het district maakt. Het vier etages tellende Rathaus Spandau wordt overkapt door een met rode dakpannen bedekt mansardedak en is gebouwd rond drie binnenhoven.
Van de oorspronkelijke rijkere decoratie van het gebouw zijn delen verloren gegaan tijdens de Tweede Wereldoorlog. In de vijftiger jaren werd het zwaar beschadigde raadhuis in vereenvoudigde vorm herbouwd.
Op het voorplein van het raadhuis bevindt zich het belangrijkste vervoersknooppunt van het district, gevormd door het metrostation Rathaus Spandau, het spoorweg- en S-Bahnstation Berlin-Spandau en een busstation.